# Cinturón de lluvias tropicales

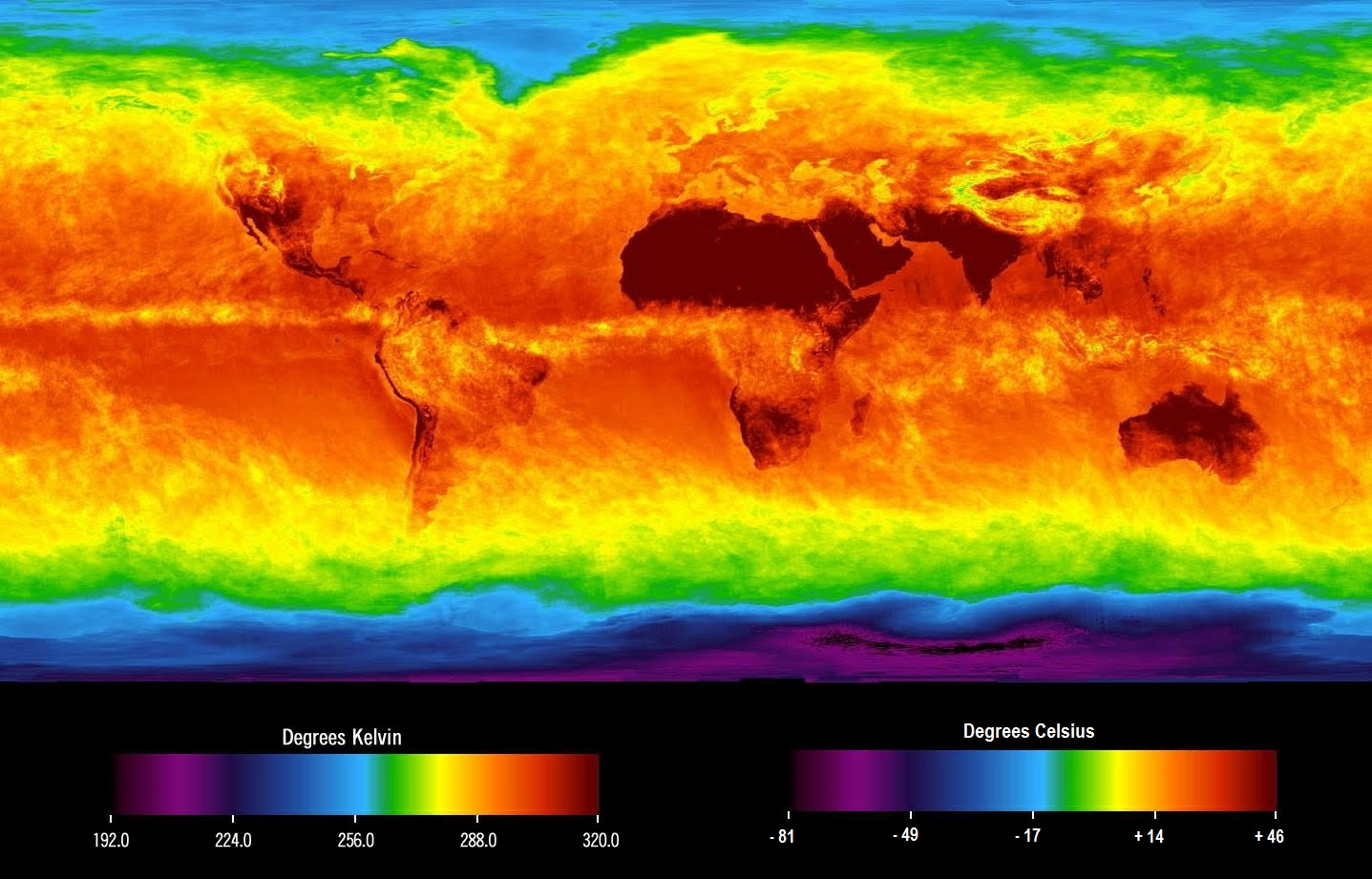
Foto infrarroja satelital, donde se aprecia el cinturón ecuatorial de nubes y lluvias, el cual va asociado a las nubes altas y frías de la convergencia intertropical.

El tiempo en los trópicos está dominado por el cinturón de lluvias tropicales, que oscila desde el norte hacia el sur del ecuador en el curso del año. Este cinturón de nubes y lluvias permanece en el hemisferio sur de octubre a marzo, y durante este tiempo el trópico norteño experimenta una estación seca, con precipitaciones muy escasas, con jornadas típicamente calurosas y soleadas. De abril a septiembre, el cinturón de lluvias pasa al hemisferio norte, y una estación lluviosa ocurre allí, mientras el sur experimenta su estación seca. Varios eventos climáticos, como por ejemplo el monzón de la India, forman parte de la oscilación estacional del cinturón de lluvias tropicales. 

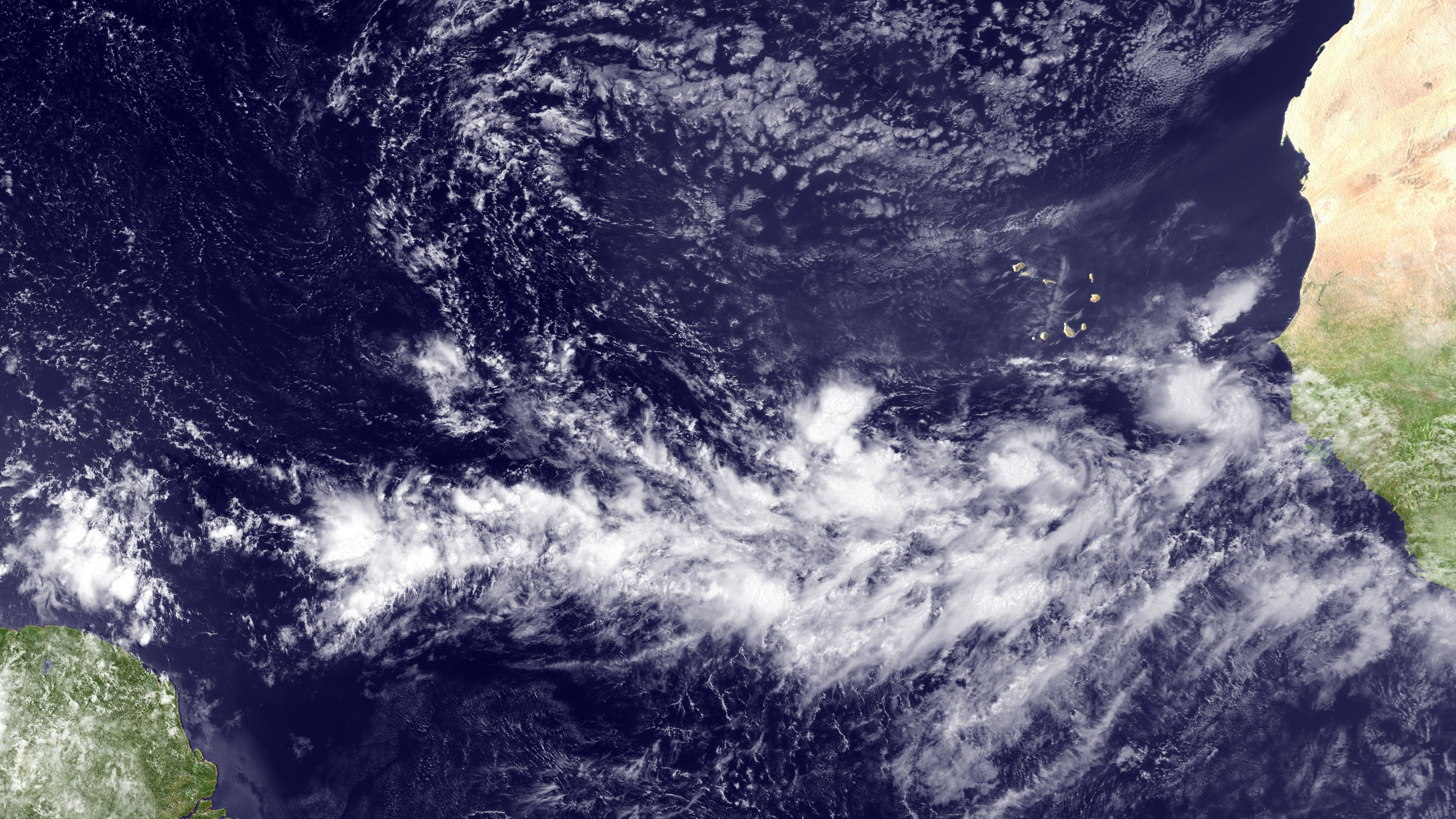
Vista satelital del cinturón lluvioso entre América y África durante el verano boreal.

El cinturón de lluvias alcanza al norte el trópico de Cáncer y al sur el trópico de Capricornio. Cerca de esas latitudes, hay una estación lluviosa y otra seca, anualmente. En el ecuador, hay dos estaciones secas y dos lluviosas, ya que el cinturón de lluvias pasa dos veces al año, una al moverse hacia el norte y otra al ir al sur. Las localidades pueden experimentar una corta estación lluviosa y una larga estación lluviosa. Entre los trópicos y el ecuador, la Geografía Local puede modificar sustancialmente los patrones climáticos.
El cambio de estaciones depende, en cierta medida, de la posición del sol en la eclíptica. Si fuera por esa causa, tanto en la zona ecuatorial como en la intertropical se darían una primavera-verano de seis meses (periodo de ascenso de la temperatura y un alargamiento del día) y un otoño-invierno de seis meses (periodo de descenso de la temperatura y acortamiento del día). Sin embargo, en la zona ecuatorial no se producen tales variaciones, debido a otras circunstancias climáticas.

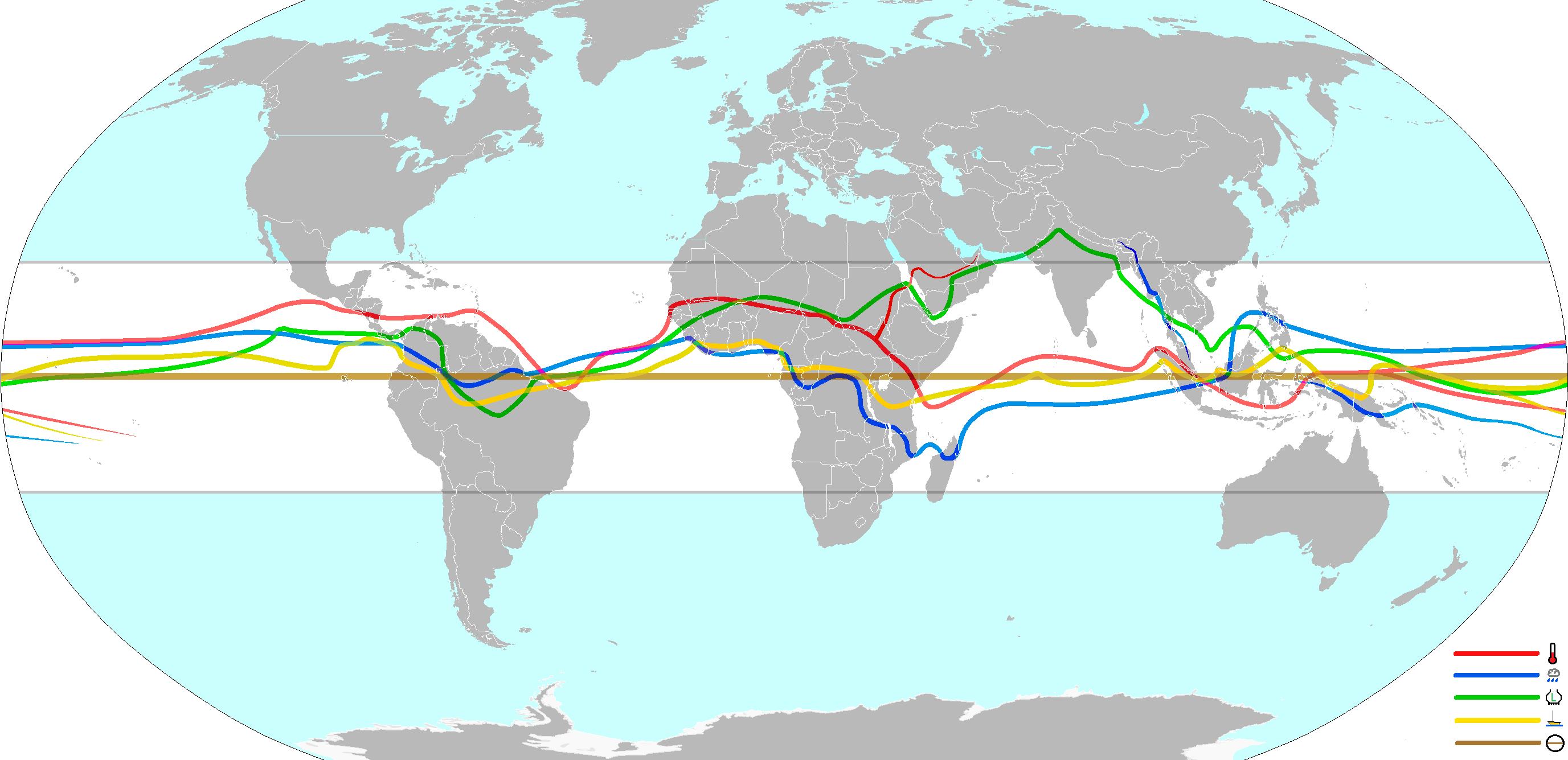
En azul se muestra el ecuador pluvial, el cual representa la media anual continua de máxima precipitación del cinturón de lluvias tropicales.

Históricamente, el cinturón lluvioso estuvo más al sur hasta hace 300 años, tal como lo demuestra el análisis de sedimentos y microfósiles en islas tropicales lluviosas como Washington y Palaos que antes fueron áridas durante la pequeña Edad de Hielo, mientras que las islas áridas de las Galápagos fueron lluviosas. Se estima que el calentamiento global desplazaría aún más al norte al cinturón de lluvias tropicales, el hemisferio norte se está calentando más rápido debido a la fusión del hielo marino en el Ártico.